# Andy Najar
Andy Ariel Najar Rodríguez (* 16. března 1993, Santa Cruz, Choluteca, Honduras) je honduraský fotbalový záložník a reprezentant, od roku 2013 hráč belgického klubu RSC Anderlecht.
Účastník MS 2014 v Brazílii. Operuje na pravé straně hřiště, může nastoupit i na pravé straně obrany.

## Klubová kariéra
V mládí se Najar přistěhoval do USA, kde působil v akademii klubu D.C. United. V březnu 2010 obdržel ve svých 17 letech první profesionální kontrakt a stal se členem A-týmu D.C. United.

V lednu 2013 po krátkém hostování přestoupil do belgického klubu RSC Anderlecht.

## Reprezentační kariéra
Najar nastupoval za honduraský tým U23, s nímž se zúčastnil LOH 2012 v Londýně.
Andy Najar debutoval v A-mužstvu Hondurasu 3. září 2011 proti Kolumbii v Red Bull Areně v New Jersey (USA).
Kolumbijský trenér Hondurasu Luis Fernando Suárez ho vzal na Mistrovství světa 2014 v Brazílii, kde honduraský tým skončil bez bodu v základní skupině E.